# Taquaral
Taquaral es un municipio brasilero del estado de São Paulo.

## Historia
Taquaral fue fundado el 22 de agosto de 1919, elevado a distrito del municipio de Pitangueiras el 11 de diciembre de 1919, y fue elevado a municipio el 30 de diciembre de 1993.

## Geografía
Se localiza a una latitud 21º04'19" sur y a una longitud 48º24'37" oeste, estando a una altitud de 639 metros. Su población estimada en 2004 era de 2.867 habitantes.

### Demografía
Tasa de alfabetización = 85,7

### Carreteras
- SP-326

## Administración
- Prefecto: Laercio Vicente Scaramal (2005/2008)
- Viceprefecto: Roberto Yochio Yamane (2005/2008)
- Presidente de la cámara: Vânia Regina Pisolatti Sakomura (2007/2008)